# Terapia de cobalto

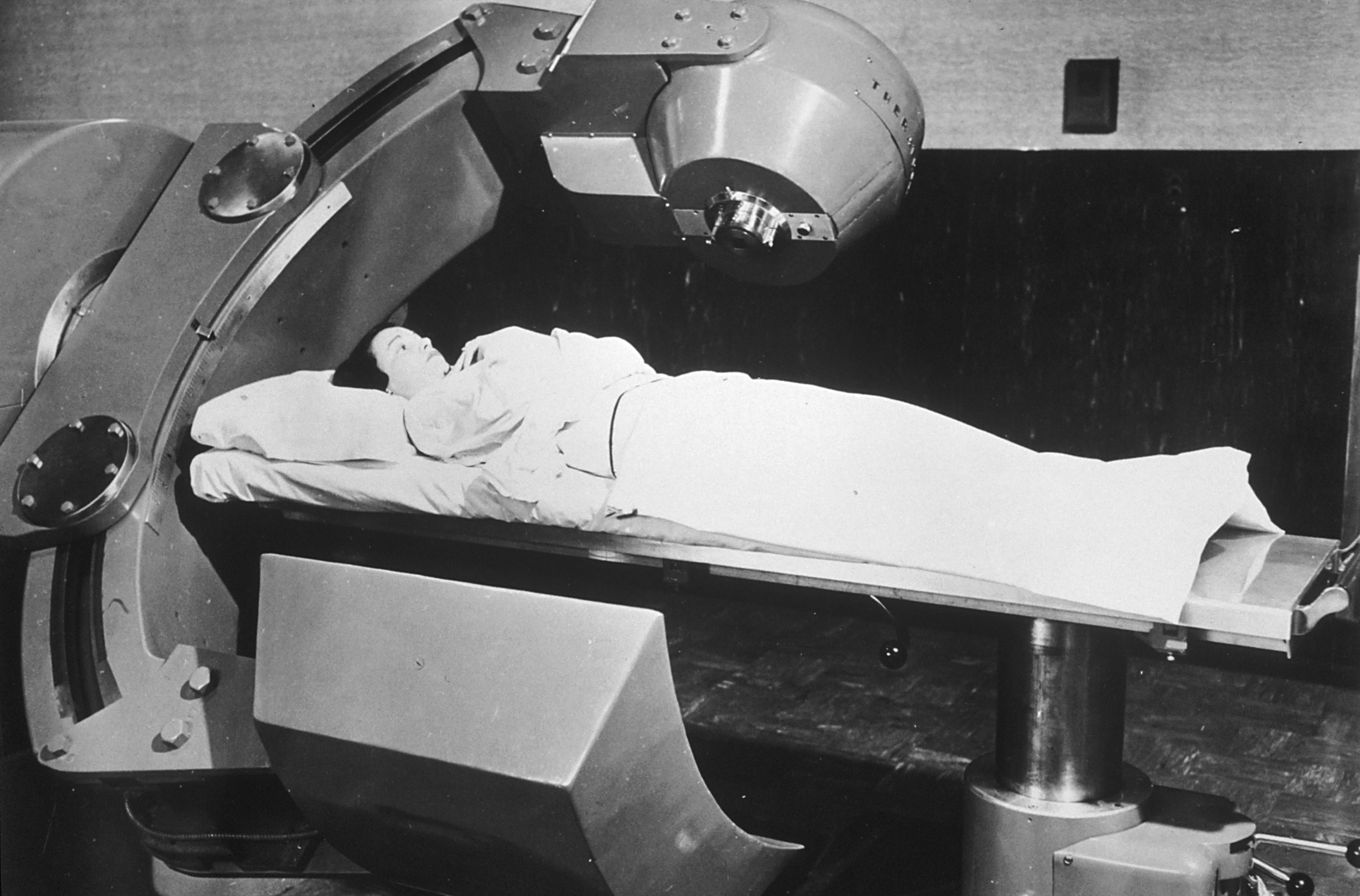
Paciente recibiendo terapia de cobalto en 1951.

La terapia de cobalto o cobaltoterapia es el uso médico de los rayos gamma de los radioisótopos de cobalto-60 y se utilizan para el tratamiento de enfermedades como el cáncer. Debido a que las máquinas de cobalto requieren de mantenimiento especializado, comúnmente están alojadas en sitios llamados unidades de cobalto o bomba de cobalto.
La bomba de cobalto es una máquina de radioterapia para tratamiento de algunas enfermedades. Su denominación viene dada por uso de un:
- Isótopo radiactivo de cobalto 60 para el tratamiento de dichas enfermedades.
- Pistón neumático (bomba), para el desplazamiento del isótopo.

La desintegración ocurre según la fórmula siguiente:
El periodo de semidesintegración de este radionúclido es de 5,27 años (no debe confundirse con vida media). El blindaje del cabezal absorbe la radiación beta, pues ésta no es útil. Lo que interesa es la radiación gamma, cuya energía media es de 1,33 MeV (megaelectronvoltios).
En 1961, se esperaba que la terapia de cobalto sustituyera a la radioterapia de rayos-X de baja energía. Los aceleradores lineales, desde la década de 1950 están sustituyendo a las bombas de cobalto por múltiples razones, como: 1) dificultad en la producción de Cobalto-60, 2) gestión de los residuos radiactivos, 3) exposición a radiaciones del personal sanitario y 4) los haces de fotones de menor energía que dificulta tratamientos de radioterapia más precisos. Pero la simplicidad y el coste de una unidad de cobalto facilita su instalación en cualquier lugar, hasta el punto que los aceleradores lineales están aumentando en los países desarrollados, mientras que en los menos desarrollados aún se instalan bombas de cobalto.

## Breve descripción del aparato
El aparato consta de una fuente radiactiva introducida en un tubo de plomo dotado de una abertura lateral a la cual se ha adaptado un colimador complejo. Cuando se utiliza el aparato, la fuente radiactiva se desplaza lateralmente hasta coincidir con la abertura, lo cual permite la salida de la radiación. Las medidas de seguridad están diseñadas para que, mientras no esté en proceso un tratamiento, por ejemplo cuando se abre la puerta de la sala, en ningún momento escape radiación, pues automáticamente la fuente radiactiva se reintroduce en el tubo de plomo.

## Importancia de la vida media del radionúclido
El mayor problema de la bomba de cobalto es su vida media relativamente pequeña, ya que en un período relativamente corto la radiación va perdiendo gradualmente actividad y se hace inútil. Esto no impide que el cobalto radiactivo pierda su capacidad de generar radiación dañina, pero sí aumenta la duración de los tratamientos. Tal demora causa incomodidad en los pacientes. Inconvenientes mayores son la necesidad de sustituirlo y lo costoso del recambio, por tener que manipular materiales radiactivos.
Las unidades de cobalto producen rayos estables, dicromáticos de 1,17 y 1,33 MeV, lo que resulta en un promedio de energía del haz de 1.25 MeV. El papel de la unidad de cobalto ha sido parcialmente reemplazado por el acelerador lineal, que puede generar una mayor radiación de energía. El tratamiento de cobalto resulta aún de utilidad en ciertas aplicaciones y todavía se usa en todo el mundo, ya que la máquina es relativamente fiable y fácil de mantener en comparación con el acelerador lineal moderno. El cobalto-60 tiene una vida media de 5,3 años por lo que tiene que ser reemplazado.

## Gamma knife
El bisturí gamma (Gamma Knife en inglés) es un aparato usado para tratar tumores cerebrales mediante la administración de radiación gamma de alta intensidad procedente de múltiples fuentes de Cobalto-60, de manera que concentra toda la radiación en una pequeña superficie